# Ruslan Sydykov
Ruslan Sydykov[carece de fontes?] - em russo: Руслан Сыдыков (4 de janeiro de 1975) é um futebolista quirguiz que joga o Quirguiz pela equipe do FK Dordoi Bishkek, além de defender a seleção de seu país.